# Божок Григір Терентійович
Божок Григір (Грицько) Терентійович (4.08.1890, с. Холопків Глухівський повіт Чернігівської губернії, сучасне с. Перемога Глухівський район Сумської області - дата смерті невідома) - український військовик і громадський діяч, інженер-технолог; член ЛУН; управитель званевої с. г. школи в с. Тісній на Лемківщині, командир півсотні Карпатської Січі (03.1939). Військове звання — хорунжий 1-го Українського запасного полку, прапорщик Добровольчої армії (1920), підпоручник Армії УНР.                

11.10.1967 був нагороджений Хрестом Симона Петлюри і Воєнним хрестом.
Відповідно до українського законодавства є борцем за незалежність України у ХХ столітті.

## Біографія
Закінчив 4 класи 5-ї Одеської гімназії, дворічні курси місіонерів та 2-гу Житомирську школу прапорщиків (1917). В “Описі життя він зазначив”:
“В 1914 році був призваний на військову службу й призначений у 479 Херсонську пішу дружину в місті Одесі, в якій служив від липня 1914 аж до 1917 року. Служив у 1 у Українському запасовому полку, де й захворів на возвратний тиф. Лікувався в Одеському городському госпіталю до вигнання большовицького війська з України німецькою армією. В часи гетьманської влади на Україні служив в українській частині по охороні міста Одеси аж до приходу французьких військ. По відступі французького війська був арештований більшовиками й відсидів 30 днів в особім відділі при большовицькій українській армії. Хворий на черевний тиф відправлен до шпиталю, відкіль і втік, оправившись трохи від хороби. Весь час перебування більшовиків на Україні ховався в німецькому хуторі під м. Миколаєвом на Херсонщині. В серпні українськими повстанцями був проложений вільний шлях денікінцям, які на свойому шляху мобілізували весь протиболь шовицький елемент до своєї армії. В листопаді 1919 року захворів на тиф і був відправлений до шпиталю в м. Євпаторія. В 1920 р. в січню хворий евакуювався на англійському пароплаві за кордон до Єгипту в м. Каїр. В єгипетському шпиталі й таборі пробув аж до 23 червня 1922 року. В час перебування на еміграції належав до українського гуртка дійсним членом до від’їзду з Єгипту. Прибув до Чехії 7 липня 1922 року по дозволу МЗС легально з метою фахової освіти.“
В липні 1926 р. скінчив державну вищу школу садівництва та технологічну свинарську школу в м. Мельнику. Хіміко-технологічний відділ інженерного факультет УГА у Подєбрадах закінчив 12 травня 1931 року. Його прізвище є в списку абсольвентів (випускників) УГА, які працювали в культурно-просвітньому, економічному і громадсько-політичному житті на землях Карпатської України та Пряшівщини. Учасник бою на Красному полі під Хустом і спогаду про нього. У березні 1948 р. мешкав у Західній Німеччині.
Подальша доля невідома.